# Świchowo
Świchowo – osada kaszubska w Polsce położona w województwie pomorskim, w powiecie wejherowskim, w gminie Łęczyce na skraju kompleksu Lasów Lęborskich.
Według danych na dzień 31 grudnia 2006 roku wieś zamieszkuje 102 mieszkańców na powierzchni 12,16 km². W obrębie tego samego sołectwa istnieje także osada Świchówko zamieszkana przez 19 mieszkańców..
W latach 1975–1998 miejscowość administracyjnie należała do województwa gdańskiego.